# Ramón de Algeciras
Ramón de Algeciras, właśc. Ramón Sánchez Gomes (ur. 5 lutego 1938, zm. 20 stycznia 2009) – hiszpański gitarzysta flamenco, kompozytor i autor tekstów. Był najbardziej płodnym twórczo partnerem młodszego brata Paco de Lucii, nagrywając wspólnie większość albumów z lat 60., 70. i 80. XX wieku. Koncertowali także wspólnie przez znaczną część kariery de Lucii, gdzie Ramón grał na gitarze rytmicznej.

## Życiorys
Ramón urodził się w Algeciras w południowo–zachodniej Hiszpanii w 1938 roku, jako starszy brat Paco de Lucii, kompozytora i gitarzysty flamenco, oraz Pepe de Lucii, piosenkarza flamenco i kompozytora. Był jednym z pięciu potomków gitarzysty flamenco Antonia Sáncheza Pecino i Portugalki Lucii Gomes. Jego ojciec Antonio otrzymał lekcje gry na gitarze od kuzyna Melchora de Marchena, Manuela Fernandeza "Titi de Marchena", gitarzysty, który przybył do Algeciras w latach 20. i założył tam szkołę. Tak jak Paco, Antonio zapoznał Ramóna z gitarą w bardzo wczesnym wieku, dzięki czemu już jako nastolatek naprawdę dobrym graczem. Uwielbiał on Niño Ricardo, i nauczył on skomplikowanych falset młodego wówczas brata Paco, który nauczył się ich ze względną łatwością i nadał im swój charakter, ozdabiając je. To początkowo rozwścieczyło Ramóna, ponieważ uznawał on dzieła Ricardo za święte. Myślał on, że młodszy brat się popisuje, ale po czasie obdarzył go sporym respektem, i zaczął zdawać sobie sprawę, że Paco jest ogromnym talentem, a także nadnaturalnym, nieprzeciętnym człowiekiem. De Algeciras rozpoczął karierę w 1953 pod opieką ojca spędzając kilkanaście lat wraz z zespołem Juanito Valderramy.
Na początku lat 60., koncertował z Paco, przy akompaniującej im trupie tancerzy flamenco José Greco. W 1963 w Nowym Jorku, spotkali się z Sabicasem oraz po raz pierwszy z Mario Escudero, którzy stali się mentorami dla niego i Paco, zostając później przyjaciółmi. Ramón podróżował grając z José Greco w 1966, i wspólnie z bratem nagrali "Ímpetu", tzw. bulerias skomponowane przez Escudero na debiutancki album solowy Paco La fabulosa guitarra de Paco de Lucía (1967). W tym samym roku pojawili się na Berlin Jazz Festival. Pod koniec lat 60. de Algeciras wspólnie z bratem odbywali tournée po Europie z grupą zwaną Festival Flamenco Gitano i poznali innych utalentowanych muzyków gatunku, m.in. piosenkarza Camaróna de la Islę, z którym współpraca była owocna w latach 1968–1977. Ramón nagrał wiele płyt z młodszym bratem, włączając Canciones andaluzas para 2 guitarras, Dos guitarras flamencas en América Latina (oba 1967), Fantasía flamenca de Paco de Lucía, 12 Hits para 2 guitarras flamencas y orquesta de cuerda (oba 1969), El duende flamenco de Paco de Lucía (1972), Fuente y caudal (1973), a także Interpreta a Manuel de Falla (1978). W Buenos Aires zetknęli się z Estebanem Sanlucarem, a w Detroit Juanem Serrano i w 1970 spędzili sporo czasu w Nowym Jorku, gdzie zaznajomili się z Sabicasem i Mario Escudero, grając razem aż do nocy.
De Algeciras współpracował także z Antonio Maireną, Pepe Marcheną, oraz La Niñą de los Peines. Wspólnie z bratem Paco, byli pierwszymi gitarzystami flamenco, którzy mieli okazję zagrać w Teatro Real w Madrycie w 1975 roku. Przed jego śmiercią w stolicy Hiszpanii w 2009 roku, zdążył skomponować ponad 140 dzieł.

## Dyskografia

### Zde Lucíą
- Canciones andaluzas para 2 guitarras (1967)
- Dos guitarras flamencas en América Latina (1967)
- Fantasía flamenca de Paco de Lucía (1969)
- Paco de Lucía y Ramón de Algeciras en Hispanoamérica (1969)
- 12 Hits para 2 guitarras flamencas y orquesta de cuerda (1969)
- El mundo del flamenco (1971)
- Recital de guitarra de Paco de Lucía (1971)
- El duende flamenco de Paco de Lucía (1972)
- Fuente y caudal (1973)
- Almoraima (1976)
- Interpreta a Manuel de Falla (1978)
- Sólo quiero caminar (1981) The Paco de Lucía Sextet
- Live... One Summer Night (1984)

### Z de Lucíą iCamarónem de la Isla
- Al Verte las Flores Lloran (1969)
- Cada Vez que Nos Miramos (1970)
- Son Tus Ojos Dos Estrellas (1971)
- Canastera (1972)
- Caminito de Totana (1973)
- Soy Caminante (1974)
- Arte y Majestad (1975)
- Rosa María (1976)
- Castillo de Arena (1977)